# クライ・イン・ザ・ダーク
『クライ・イン・ザ・ダーク』（原題: A Cry in the Dark、オーストラリア・ニュージーランドではEvil Angels）は、1988年製作のアメリカ合衆国・オーストラリアの合作映画。1980年にオーストラリアの観光名所である巨大な一枚岩ウルルで、野生犬ディンゴに生後9週間の娘を連れ去られた実話に基づいている。主演のメリル・ストリープはこの作品で、カンヌ国際映画祭 女優賞を受賞した。

## 登場人物
- リンディ・チェンバレン - メリル・ストリープ
- マイケル・チェンバレン - サム・ニール